# Liga Amateur de Jalisco
La Liga Amateur de Jalisco, también conocida como «Liga Occidental» o «Liga de Occidente», fue una liga de fútbol asociación organizada por el máximo organismo rector del fútbol en el estado de Jalisco entre los años de 1908 y 1943, antes de la llamada profesionalización del fútbol mexicano. 
Esta liga fue formada por equipos que se encontraban ubicados principalmente en la ciudad de Guadalajara; sin embargo, también contó con la participación de plantillas pertenecientes a otras localidades del estado como El Salto, La Experiencia, Atemajac, entre otras.
Entre los equipos que jugaron esta liga se encuentran el Atlas Fútbol Club y el Club Deportivo Guadalajara, quienes actualmente se encuentran compitiendo en el campeonato de Primera División de México, así como algunos otros que por un tiempo formaron parte de la Primera División y que actualmente se encuentran disputando ligas de ascenso, como el caso del Club Deportivo Oro y el Club Deportivo Nacional.

## Historia

### Orígenes
Los primeros encuentros organizados entre equipos de la entidad se empezaron a desarrollar en el año de 1906. La fundación del Unión Football Club, equipo que posteriormente cambió su nombre a Guadalajara Football Club, marcó la pauta para empezar a regularizar este tipo de eventos. 
El primer juego de fútbol asociación en Jalisco, del que se tenga registro, se disputó entre las escuadras del Unión Football Club y el Centro Atlético Occidental en 1906, a partir de ese momento no se dejó de jugar fútbol, las escuadras pertenecientes a los distintos seminarios de la ciudad decidieron unirse a las disputas, por lo que se dio la necesidad de crear una liga que uniera en un solo torneo a todos los equipos que contaran con una estructura adecuada, fue así como de las plantillas del Guadalajara, Atlético Occidental, Excélsior, Liceo de Varones, Cuauhtémoc e Iturbide sentaron las bases de la Liga Tapatía de Fútbol.

### Liga Tapatía de Fútbol (1908-1926)
En 1908 se logra concretar el proyecto de organización, y fue así como se logró formar la primera «Liga Tapatía de Fútbol». El primer comité organizador de la liga estuvo conformado por Rafael Orozco como presidente, Alberto de la Mora como secretario y Agustín Arce como tesorero. Las primeras dos temporadas se jugaron en múltiples terrenos, y con un juego muy áspero el Club Guadalajara logró obtener los primeros títulos disputados. 
Para 1910 la Revolución Mexicana estalló, esto trajo problemas que repercutieron de manera directa en la organización del torneo. Muchos de los llanos utilizados para jugar fueron utilizados como trincheras y campos de batalla, por lo que era difícil encontrar un lugar seguro donde disputar los encuentros. La liga logró salir a flote pidiendo apoyo a los clubes privados de la ciudad, gracias a esto se pudo realizar la edición 1910-11 del torneo, donde resultó campeón el Liceo de Varones.
En 1916 el Club Atlas es fundado y con ello una gran influencia inglesa llegó a la liga. El equipo rojinegro, formado por jóvenes de la alta sociedad, quienes habían estudiado en Inglaterra, representó un antagonista para el Club Guadalajara, quien en ese entonces ya era identificado como el equipo de la clase media y baja de la ciudad. De esta rivalidad surge el «Clásico Tapatío», considerado el clásico más antiguo del fútbol mexicano.
Las cuatro temporadas organizadas entre 1917 y 1921 fueron ganadas por el Atlas, la racha fue cortada por el Guadalajara en la temporada 1921-22, y después de esto el equipo rojiblanco logró hilar tres campeonatos más de forma consecutiva. En 1926, el Nacional logró acabar con la hegemonía guadalajarista, y se consagró campeón por primera vez.

#### Primer cisma en el fútbol de Jalisco
Conflictos internos y una mala organización hicieron que en 1926 surgiera un grupo separatista en el fútbol organizado de Jalisco, esto orilló a la creación de dos ligas distintas; por un lado se encontraba el grupo conformado por Atlas, Oro y Guadalajara, y por otro el formado por Nacional, Marte, Alianza y Latino.
La liga oficial estuvo conformada por el Atlas, Guadalajara y Oro, además de la incorporación de los equipos de reservas Atlante y Reforma. Mientras que la liga separatista fue disputada por Nacional, Marte, Alianza y Latino, quienes al carecer de campo oficial pasaron a efectuar su torneo en los terrenos de la colonia Villaseñor, en el campo «Favorita», inaugurado por el Necaxa y el Nacional, pero las escasas entradas provocadas por la gira que realizó el Real Club España en tierras tapatías, hicieron que la liga separatista buscara de nuevo la unión.
El distanciamiento fue liquidado creándose un cuerpo directivo controlador del fútbol en todas sus categorías al que se denominó «Federación Deportiva Occidental», presidido por el señor Carlos M. Collignon. El campeonato oficial de 1926-27 se puso en marcha y el Nacional se alzaría con la copa.

### Federación Deportiva Occidental de Aficionados (1926-1931)
El 11 de octubre de 1926 quedó constituida la «Federación Deportiva Occidental de Aficionados», organismo que vino a sustituir como organizador al comité de la antigua Liga Tapatía de Fútbol. La sesión para constituir dicha institución, se llevó a cabo en el salón de sesiones del Club Deportivo Guadalajara, S.C.J., y la primera directiva quedó estructurada con Carlos M. Collignon como presidente, J. Valente Quevedo como vicepresidente, Salvador Mejía como secretario, Manuel Amador como subsecretario, Ludovico Lambert como tesorero, Ramón J. Fregoso como subtesorero, y como vocales Juan Satrústegui, Alfredo Amézaga, Nicéforo López, Felipe Martínez Sándoval, Marcelo Bec y Juan Verea.
Por su parte la dirección general de la liga de fútbol de Primera Fuerza, quedó en manos de Juan Satrústegui, la Segunda Fuerza pasó a ser responsabilidad de J. Antonio Villalvazo, mientras que Asterio Díaz se haría cargo de la Tercera Fuerza y Jesús Ascencio de la Categoría Juniors.
En 1926 se organizó la primera Selección Jalisco, conjunto que se formó con los mejores jugadores de los equipos tapatíos con el fin de representar a la región en otros torneos y partidos internacionales. Estaba formada por elementos de los equipos Guadalajara, Atlas, Nacional, Morelos, y Oro.
A la postre, la participación de esta selección en encuentros de exhibición, vino a debilitar en gran medida a la liga, los clubes de la Liga Mayor del Distrito Federal contrataron a varios de los elementos que la conformaban, lo que debilitó las filas de los equipos locales, pero la generación de nuevos jugadores jóvenes impidió que la liga acabara.

### Federación Deportiva Jalisciense de Aficionados (1932-1936)
Para 1933 la liga de Jalisco se había convertido en una de las más fuertes del país, en ese entonces la liga se encontraba afiliada a la «Federación Deportiva Jalisciense de Aficionados» y participaban en ella nueve equipos agrupados en dos categorías; en la categoría "A" competían Atlas, Guadalajara, Latino, Nacional y Marte, mientras que en la categoría "B" jugaban Oro, Colón, Oriente e Imperio.
El último presidente de la federación bajo esta denominación, fue J. Jesús Mendoza, mientras que el secretario fue Donato Soltero.

### Asociación Jalisciense de Fútbol (1936-1943)
El 11 de enero de 1936 la liga de fútbol pasa a ser organizada por la «Asociación Jalisciense de Fútbol», también conocida como «Asociación de Fútbol de Jalisco», la cual se encontraba afiliada a la «Federación Nacional de Fútbol Asociación».
El importante crecimiento que presentó el fútbol y la liga de Jalisco, motivó a la Liga Mayor del Distrito Federal para invitar a la Selección Jalisco a participar en su campeonato de Primera Fuerza. El equipo auriazul debutó en dicha competición el 11 de agosto de 1940, lograría obtener el subcampeonato en su primer torneo y siguió participando hasta el último campeonato catalogado como amateur, el cual se disputó en la temporada 1942-1943.

#### Segundo cisma en el fútbol de Jalisco
El 10 de abril de 1942, en la capital de México, se convocó a una junta extraordinaria para tratar el «Asunto Jalisco», ya que varios diarios de la Ciudad de México habían hecho publicaciones relacionadas con un posible ingreso de dos equipos tapatíos para la siguiente edición de la Copa México.
Al finalizar el torneo de liga del Campeonato de Primera Fuerza del Distrito Federal, se hizo público que los equipos Necaxa y Jalisco quedaban oficialmente fuera de cualquier competencia de dicha organización, por lo que el Club Deportivo Oro ofreció patrimonio al primero, facilitándole las instalaciones e incluso conservar el nombre y sus colores.
El oficio fue enviado por el entonces presidente del Oro, Javier Ramírez García, firmándolo también el secretario señor J. Jesús Serratos. Al no aceptar los electricistas dicha invitación, la delegación áurea se puso en contacto con la Liga Mayor Profesional, arguyendo tener una magnífica cancha propia y además el dinero necesario para gastos.
La solicitud fue aceptada en un principio, lo mismo que la del ADO y el Veracruz, por lo cual los directivos tapatíos llamaron al coronel Óscar Bonfiglio para hacerse cargo del equipo.
El 27 de mayo la asociación local llamó a los delegados de los diferentes onces agremiados y en dicha junta el entonces presidente Samuel López, decretó para el Oro castigo de un año en su categoría de Primera Fuerza, por haber hecho solicitud de ingreso a la liga mayor sin tomar parecer a la Asociación.
Los delegados del Rastro, Nacional, Imperio, Fabril y Atlético Latino, al ver que la sanción estaba fuera de los estatutos, acordaron separarse de la agrupación y solidarizarse con los oblatenses, propiciándose el segundo cisma del fútbol tapatío.
La nueva agrupación tomó el nombre de «Fútbol Unido de Occidente», y para dar mayor interés al campeonato se hizo invitación a los equipos representantes de las plazas de La Piedad, León y Guanajuato.
El 20 de junio se inició la justa con dos cotejos, el primero entre el Nacional y la Unión de Curtidores, el cual ganaron los tapatíos por marcador de cuatro goles a tres. Mientras que el partido estelar fue disputado por el Oro contra el combinado de La Piedad, juego donde también se impusieron los tapatíos por marcador de dos goles a uno.
El 20 de septiembre finalizó el campeonato, el Oro obtuvo el título venciendo al Rastro por cuatro goles a uno. Un mes después, el 24 de octubre, se programó un campeonato relámpago, el cual fue ganado por el equipo de La Piedad, quien logró derrotar al Oro y al Águila de Irapuato.
El grupo «Fútbol Unido de Occidente» invitó al equipo Campeonísimo del Necaxa a un encuentro homenaje contra el Oro, realizando ante una buena entrada aunque la Asociación quiso sabotear el evento iniciando un torneo relámpago, el marcador fue dos goles a uno a favor del Oro.
En 1944 después de haberse cumplido el castigo para la cancha del Oro, la unión volvió a reinar entre los disidentes, por lo cual el equipo del Club Deportivo Guadalajara hizo su presentación en la Liga Mayor en la cancha áurea como propia.

### Liga Rebelde
Después de que Atlas y Guadalajara se unieron a la liga de fútbol profesional, el gremio «Fútbol Unido de Occidente» organizó un nuevo torneo de liga en la temporada 1943-1944, el cual contó con la participación del Oro, Nacional, Latino, Rastro, Fabril, Imperio, Marte y la Selección de La Piedad, Michoacán.
El torneo se inauguró el domingo 2 de enero de 1944 con los partidos Imperio vs Marte y Oro vs Nacional. El primero de estos encuentros terminó con un empate a cinco goles, mientras que en el segundo el Nacional logró superar al Oro por marcador de dos goles a uno.
Esta liga se disputó de forma paralela al fútbol profesional que se jugaba en la Primera división mexicana, hasta que finalmente la organización se desintegró.

## Equipos
Para 1939 la «Asociación Jalisciense de Fútbol», ubicada en Liceo 36 Altos, sumaba 95 equipos registrados con un total de más de un millar de jugadores
- Primera fuerza: Oro, Atlas, Guadalajara, Nacional, Marte, Latino y Río Grande.

- Intermedia: Oro, Atlas, Guadalajara, Nacional, Marte, Corona, Azteca, Leci (Liga de Empleados de Comercio e Industria), Imperial, Central, Fabril, Águila, Imperio y Occidente.

- Segunda fuerza: Guadalajara A, Guadalajara B, Oro A, Oro B, Leci, Jabón Latino, Fabril, Corsario Rojo, Central, Imperial, Río Grande, Titanes, Marte, Progreso, Occidente, Independencia y Tenería Anguiano

- Tercera fuerza: Marte A, Marte B, Marte C, Latino, Guerrero, Zaragoza A, Zaragoza B, Guadalajara, Occidente, Veracruz, Oro, Imperial, Imperio, Centro-América, Corsario Rojo, Mutualista Obrero, Independencia, Fabril, Aurin, Nacional, Cometa, Libertad, Tenería Anguiano, Jabón Latino, Central, Alimpia, Tro-Mex, Ical, Facaza, Tablajeros y Leci.

- Cuarta fuerza: Mutualista Obrero, Cometa A., Cometa Z., Independencia, Tenería Anguiano, Apolo y Fabril.

- Juvenil: Latino, Nacional, Imperio, Atlas, Guadalajara, Occidente, Oro A, Oro B y Río Grande.

- Juvenil B: Guadalajara, Oro y Atlas.

- Infantil: Fabril, Atlas, Oro, Guadalajara y Nacional

Para ese entonces habían desaparecido equipos como el Colón, Liceo y el Atlético Occidental que fueron fundadores de la liga. Así mismo, más tarde en la década de los 1940s surgieron otros equipos como el SUTAJ, Electro Chapala y el Rastro.

## Tabla de Campeones de la Liga Amateur de Jalisco
| Temporada | Campeón          | Subcampeón          |
| --------- | ---------------- | ------------------- |
| 1908-09   | Guadalajara      | Atlético Occidental |
| 1909-10   | Guadalajara      | Liceo de Varones    |
| 1910-11   | Liceo de Varones | Guadalajara         |
| 1911-12   | Guadalajara      | Liceo de Varones    |
| 1912-13   | Liceo de Varones | Guadalajara         |
| 1913-14   | Liceo de Varones | Guadalajara         |
| 1914-15   | No se disputó1   |                     |
| 1915-16   | No se disputó2   |                     |
| 1916-17   | Colón            | Guadalajara         |
| 1917-18   | Atlas            | Colón               |
| 1918-19   | Atlas            | Guadalajara         |
| 1919-20   | Atlas            | Colón               |
| 1920-21   | Atlas            | Guadalajara         |
| 1921-22   | Guadalajara      | Atlas               |
| 1922-23   | Guadalajara      | Atlas               |
| 1923-24   | Guadalajara      | Atlas               |
| 1924-25   | Guadalajara      | Nacional            |
| 1925-26   | Nacional         | Guadalajara         |
| 1926-27   | Nacional         | Atlas               |
| 1927-28   | Guadalajara      | Nacional            |
| 1928-29   | Guadalajara      | Nacional            |
| 1929-30   | Guadalajara      | Nacional            |
| 1930-31   | Nacional         | Atlas               |
| 1931-32   | Nacional         | Guadalajara         |
| 1932-33   | Guadalajara      | Latino              |
| 1933-34   | Nacional         | Atlas               |
| 1934-35   | Guadalajara      | Atlas               |
| 1935-36   | Atlas            | Nacional            |
| 1936-37   | Nacional         | Atlas               |
| 1937-38   | Guadalajara      | Nacional            |
| 1938-39   | Nacional         | Oro de Jalisco      |
| 1939-40   | Oro de Jalisco   | Nacional            |
| 1940-41   | S.U.T.A.J.3      | Nacional            |
| 1941-42   | Rastro           | Oro de Jalisco      |
| 1942-43   | Oro de Jalisco   | Rastro              |

1- Existen versiones de que si se disputó y la liga fue ganada por el Club Veloz

2- Existen versiones de que si se disputó y la liga fue ganada por el Club Deportivo Colón

3- S.U.T.A.J.: Sindicato Único de Trabajadores de Autotransportes de Jalisco

## Campeonatos por equipo
| Equipo              | Campeonatos | Subcampeonatos |
| Guadalajara         | 13          | 9              |
| Nacional            | 7           | 8              |
| Atlas               | 5           | 8              |
| Liceo de Varones    | 3           | 2              |
| Oro                 | 2           | 2              |
| Colón               | 1           | 2              |
| Rastro              | 1           | 1              |
| S.U.T.A.J.          | 1           | 0              |
| Atlético Occidental | 0           | 1              |
| Latino              | 0           | 1              |

## Campeones de goleo
| Año     | Nombre                    | Equipo           | Goles |
| ------- | ------------------------- | ---------------- | ----- |
| 1908-09 | Eugenio Charpenel         | Guadalajara      |       |
| 1909-10 | Guillermo Simoni          | Guadalajara      |       |
| 1910-11 | Salvador Palafox          | Guadalajara      |       |
| 1912-13 | Agustín Valenzuela        | Liceo de Varones | 6     |
| 1913-14 | Daniel Benítez            | Liceo de Varones | 6     |
| 1918-19 | Pedro Fernández del Valle | Atlas            | 7     |
| 1921-22 | Anastasio Prieto          | Guadalajara      | 4     |
| 1922-23 | Anastasio Prieto          | Guadalajara      | 9     |
| 1923-24 | Daniel Gómez              | Nacional         | 6     |
| 1937-38 | Salvador Suárez           | Guadalajara      |       |
| 1939-40 | Max Prieto                | Guadalajara      | 10    |